# Anthony Stokes
Anthony Stokes (Dublin, 25 de julho de 1988) é um ex-futebolista irlandês que atuava como atacante.

## Carreira
Irlandês, atuou em apenas um clube de sua terra natal, o Shelbourne, tendo permanecido apenas uma temporada, quando se transferiu para o Arsenal. No clube da capital britânica, chegou a equipe principal em sua terceira temporada, mas disputando apenas uma partida. Para ganhar experiência, foi emprestado ao Falkirk, da liga escocesa, onde teve grande sucesso em pouco menos de seis meses, tendo marcado dezesseis gols em dezoito partidas pelo clube, distribuíndo ainda duas assistências. Em sua passagem pelo clube, também destaca-se seus dois hat-tricks (três gols) seguidos, se tornando o primeiro da história da Premier League Escocesa.
Seu desempenho não passou despercebido, tendo o Sunderland o contratado por dois milhões de libras, mesmo tendo recebido propostas de Celtic e Charlton Athletic, tendo declarado posteriormente que deu preferência ao Sunderland por ser treinado por um irlandês, nesta caso Roy Keane. Por conta de seu desempenho, também recebeu suas primeiras oportunidades na seleção irlandesa, na categoria sub-21 primeiramente, a qual defendeu em dez oportunidades, deixando sua marca em quatro delas, e posteriormente, também seria "promovido" à equipe principal da seleção.
Tendo sido contratado durante a temporada 2006/07, terminou a mesma no Sunderland, onde não manteve a alta média de gols, anotando apenas dois em catorze partidas, além de uma assistência. Na temporada seguinte, suas atuações pelo Sunderland foram piores ainda, tendo anotado apenas um único tento em vinte partidas pelo clube na temporada, e apenas duas assistências.[carece de fontes?] Iniciou ainda uma terceira temporada, distribuindo uma assistência e marcando duas vezes em suas últimas três partidas pelo clube. Em seguida, foi emprestado durante alguns meses ao Sheffield United, onde também teve desempenho pífio, distribuindo uma assistência mas não anotando nenhum tento em suas doze partidas no clube. Foi repassado ao Crystal Palace para terminar a temporada, onde disputou uma partida a mais, marcando uma vez pelo clube desta vez.
Apesar das suas péssimas temporadas no futebol inglês, o Hibernian apostou em Stokes, o contratando por quinhentas mil libras. Em seu retorno à liga escocesa, teve sua melhor temporada na carreira até então, marcando 23 gols em 43 partidas, tendo participado em mais seis tentos, com suas assistências. Ainda durante a temporada, bateria mais um recorde na liga escocesa, quando marcou um gol contra o Rangers aos 12,4 segundos de partida, batendo o recorde anterior de dezessete quebrado por Saulius Mikoliūnas poucos meses antes. Iniciou ainda uma segunda temporada pelo clube, mas após apenas cinco partidas, se transferiu por 1,2 milhão de libras para o Celtic. Na continuidade da temporada, manteve suas atuações, marcando dezenove vezes em 35 partidas, e distrubuíndo impressionantes dezesseis assistências.

## Títulos
Sunderland
- Football League Championship (1): 2006–07

Celtic
- Scottish Premier League (2): 2011-12, 2012–13
- Scottish Cup (2): 2010–11, 2012-13